# NTT Docomo Yoyogi Building
Das NTT Docomo Yoyogi Building (jap. NTTドコモ代々木ビル, Enu Tī Tī Dokomo Yoyogi Biru) ist ein Wolkenkratzer im Stadtteil Sendagaya im Bezirk Shibuya der japanischen Hauptstadt Tokio. Mit 240 Metern Höhe ist es das vierthöchste Gebäude  in Tokio.

## Funktion
Eigentümer des NTT Docomo Yoyogi Building ist der Mobilfunkanbieter NTT DOCOMO. Trotz des Namens ist das Gebäude nicht der Hauptsitz des Unternehmens; dieser befindet sich in den obersten Stockwerken des Sannō Park Tower. Das Gebäude beherbergt einige Büros, wird jedoch hauptsächlich zur Unterbringung technischer Ausrüstung, wie Schalteinrichtungen, für den Mobilfunkdienst des Unternehmens verwendet.
Zum zehnjährigen Bestehen von NTT DOCOMO wurde eine Uhr mit 15 Metern Durchmesser angebracht und im November 2002 in Betrieb genommen.
Teilweise wird Solarenergie zur Stromversorgung des Gebäudes genutzt. Ein in den Büros installiertes System zur Mülltrennung hilft, den Abfall zu reduzieren und die Recyclingrate zu erhöhen. Das Abwasser wird zur Wiederverwendung recycelt und das Regenwasser wird für die Toiletten des Gebäudes wiederverwendet.

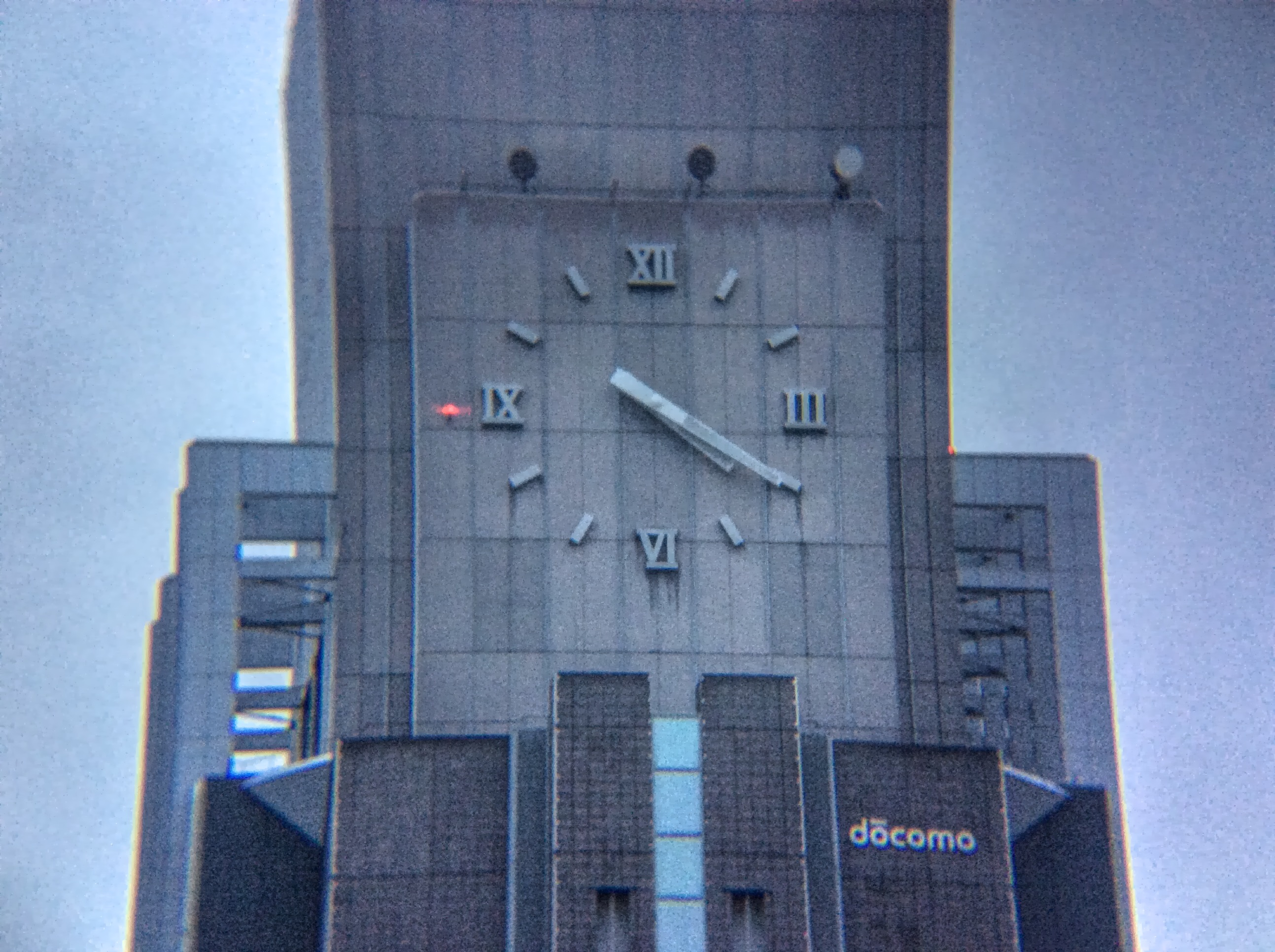
Detailansicht der Uhr
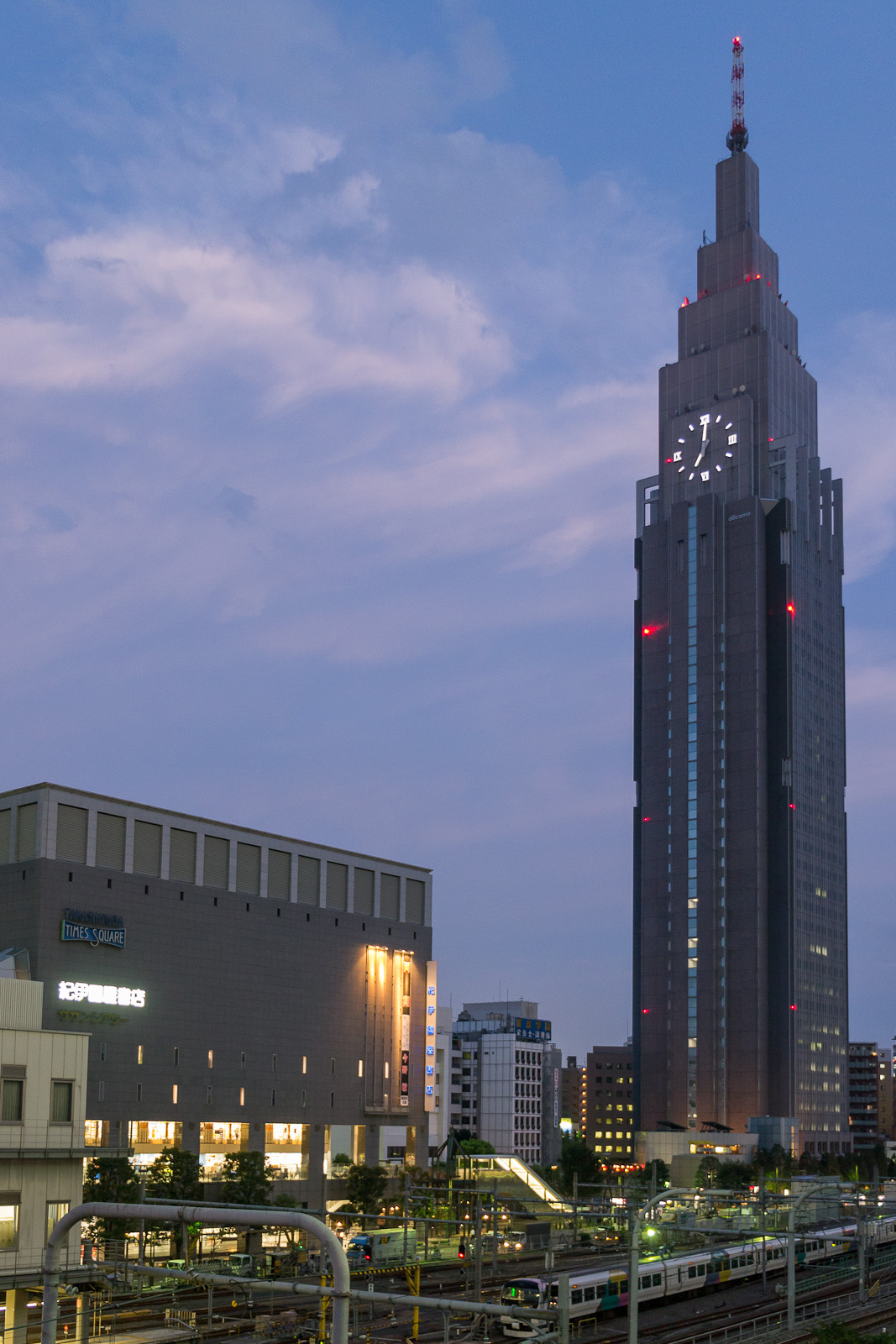
Ansicht bei Nacht
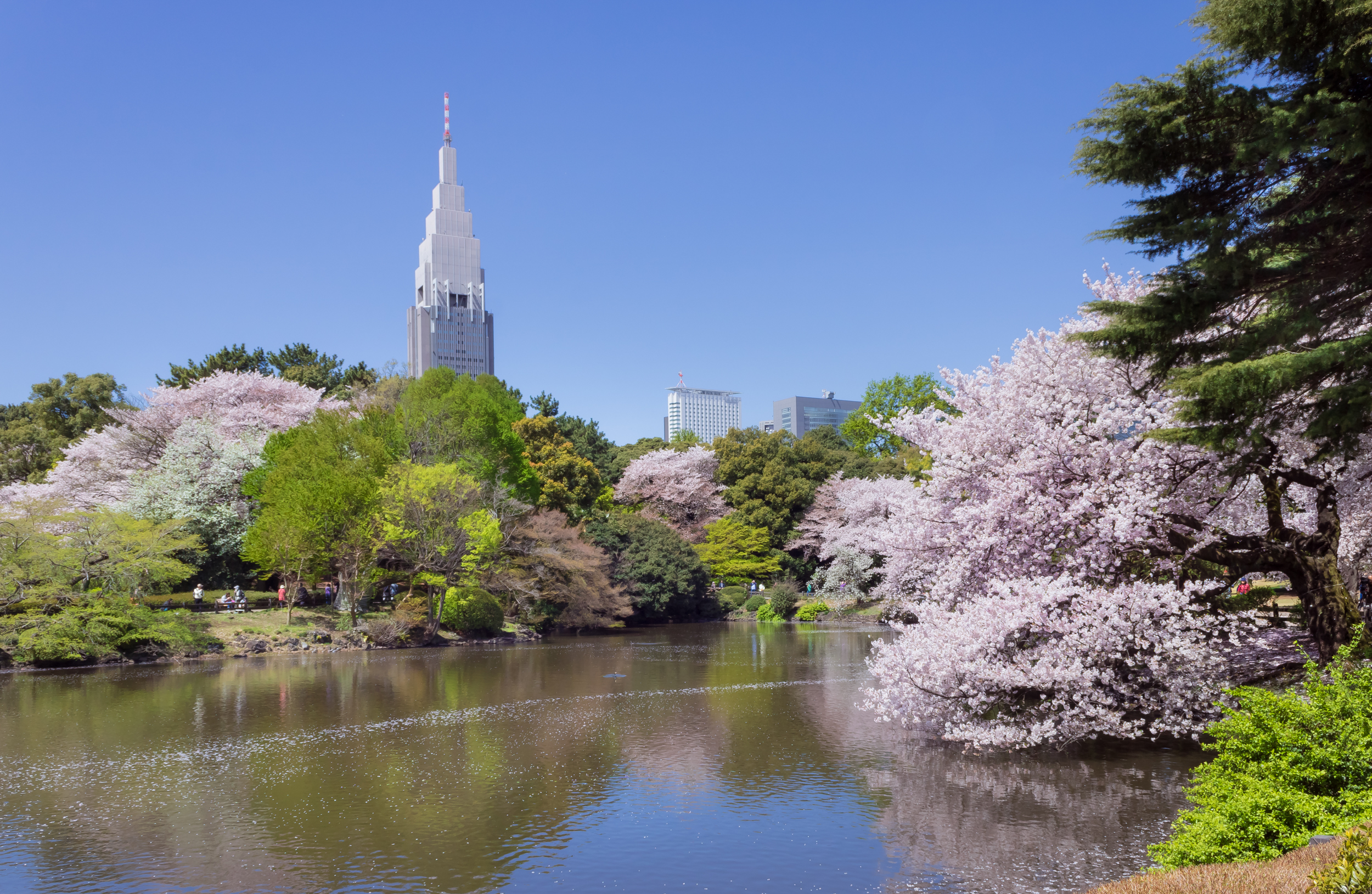
Das Gebäude vom Shinjuku Gyoen aus gesehen
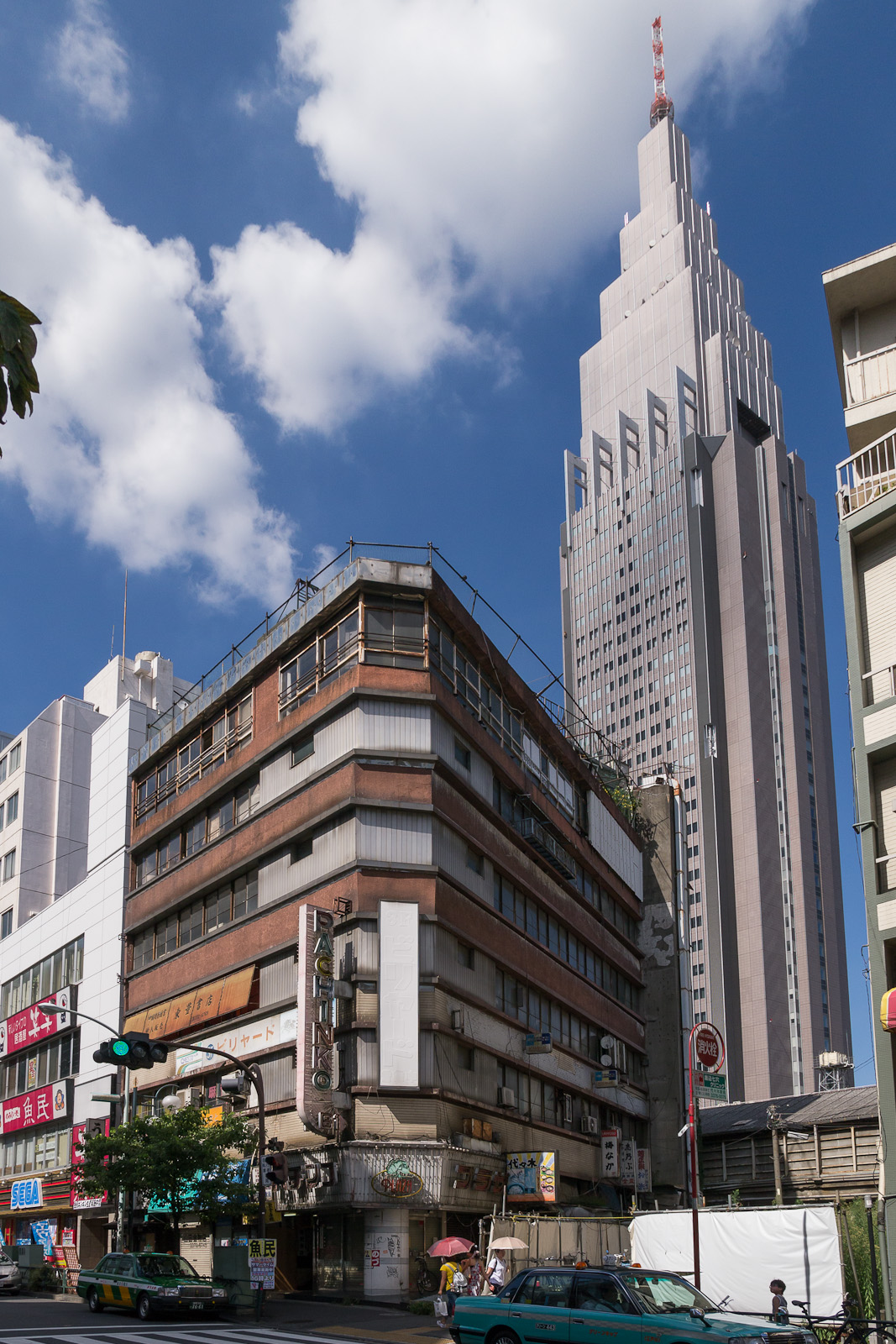
Seitenansicht mit dem Yoyogi Kaikan Building im Vordergrund
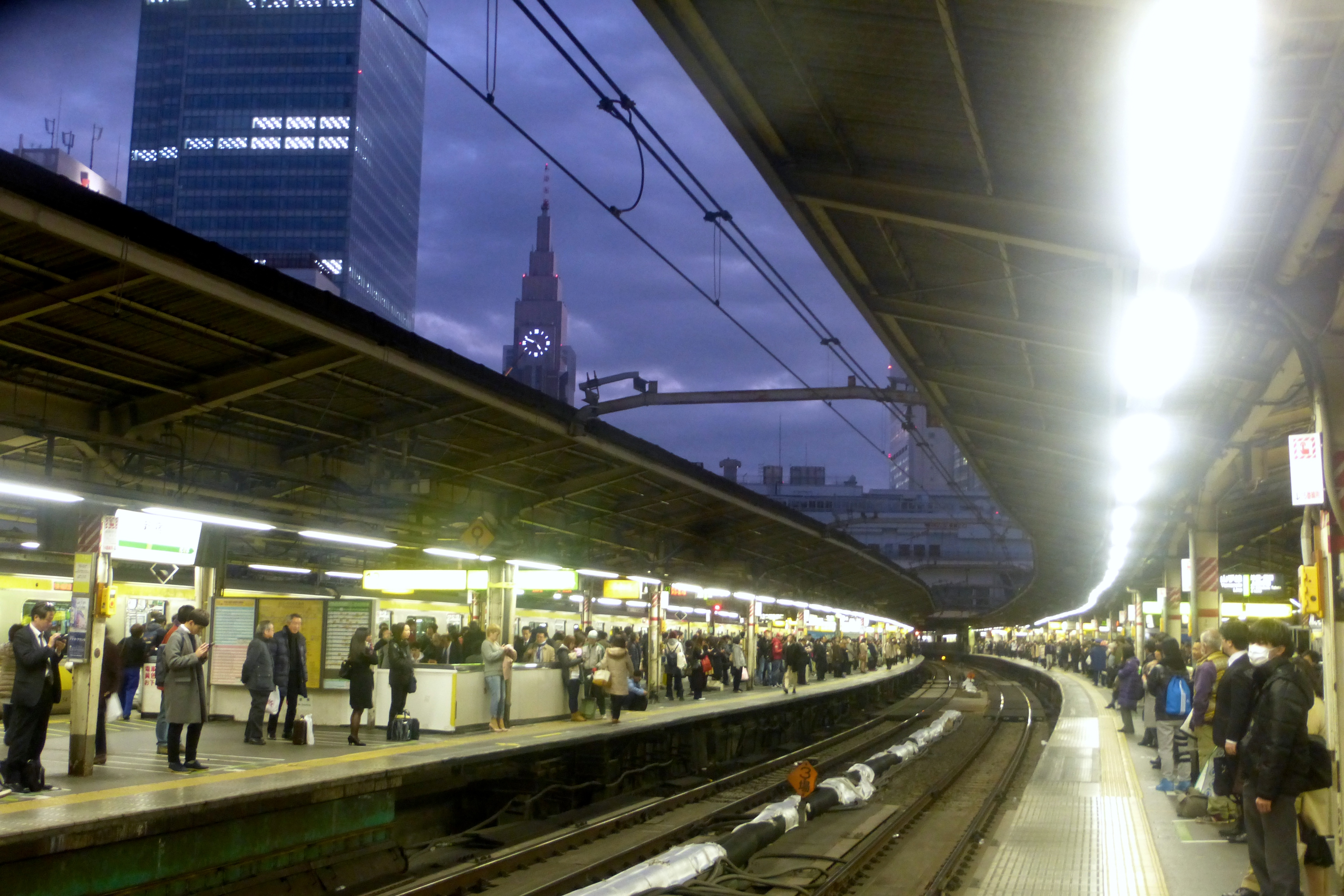
Das Gebäude ist auch vom Bahnhof Shinjuku aus zu sehen
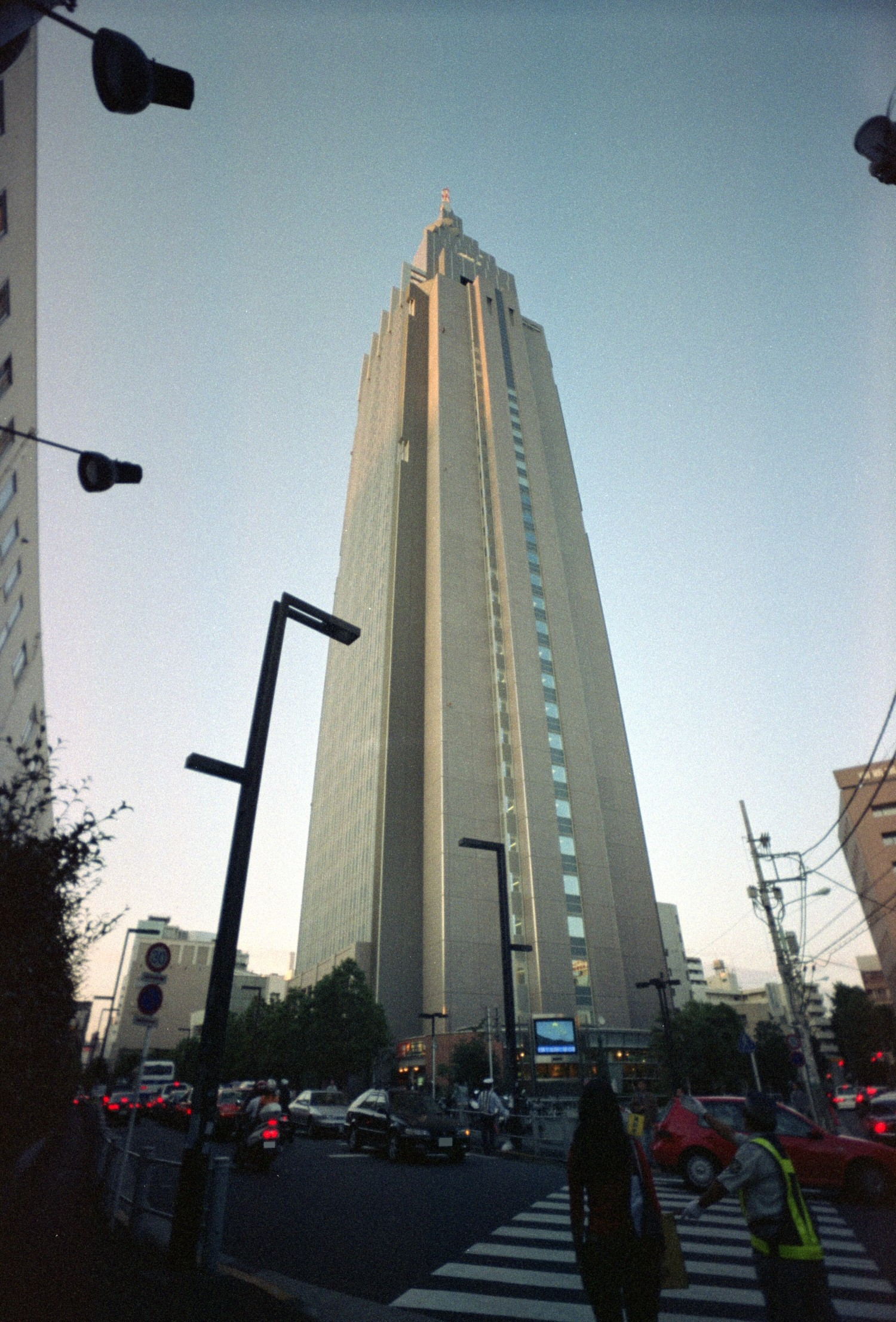
Bodenansicht vom Bahnhof Yoyogi East

## Trivia
In vielen Filmen von Makoto Shinkai wurde das NTT Docomo Yoyogi Building deutlich in langen Einstellungen gezeigt, so in 5 Centimeters per Second, The Garden of Words, Your Name und Weathering With You.